# Ilhuícatl-Omeyocán

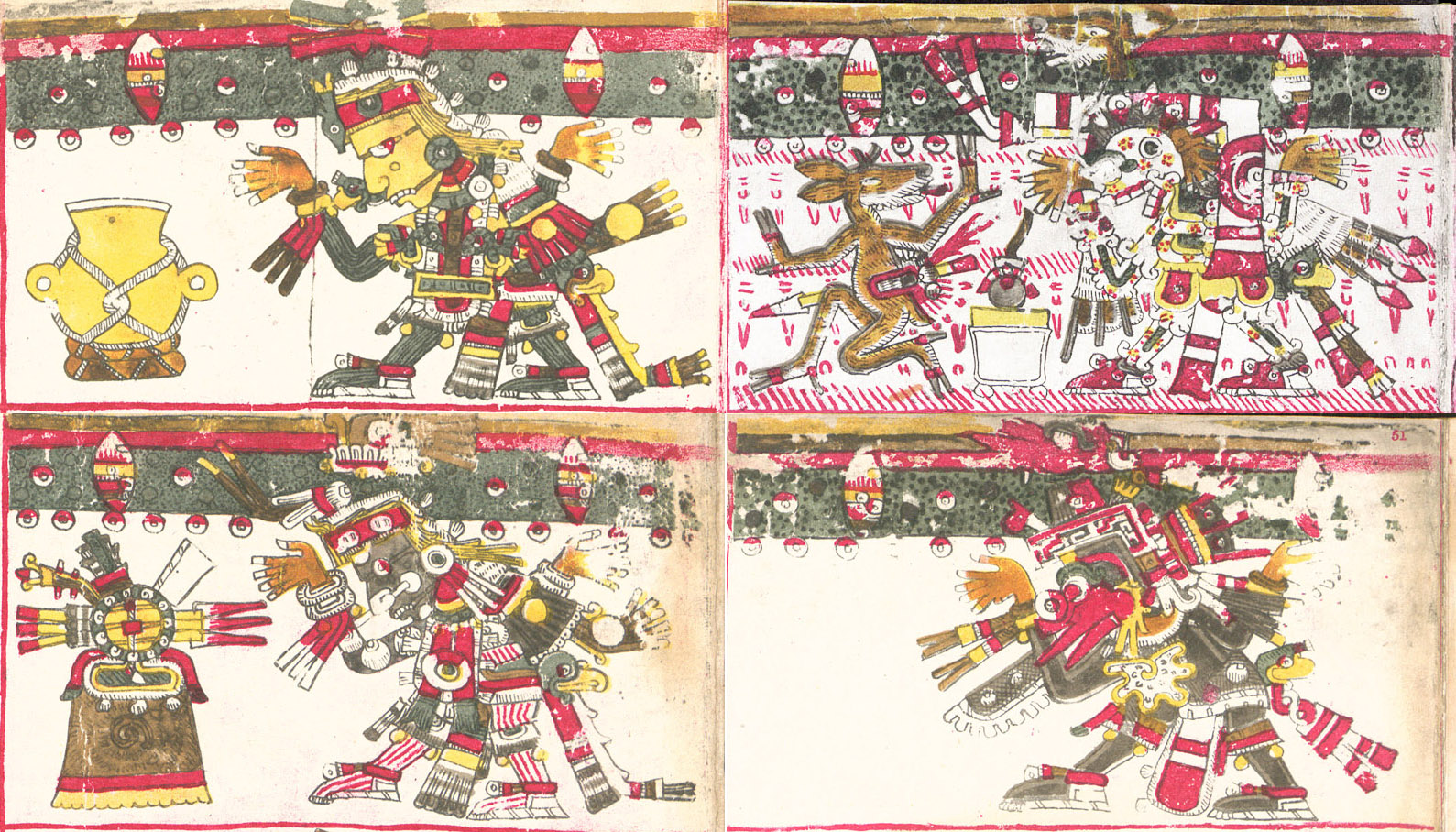
Los cuatro puntos cardinales o reinos del universo horizontal descritos en el Códice Borgia según la Cosmogonía mexica.

Ilhuícatl-Omeyocán (del náhuatl: Ilwikatl Omeyokan ‘el cielo donde (está) la dualidad’‘ilwikatl, cielo; ome 'dos' -yotl; omeyotl, dualidad; -kan, locativo’) en la mitología mexica es el punto más alto situado sobre trece niveles, el decimotercer estrato celeste según la cosmogonía mexica, es el cielo donde mora la dualidad creadora compuesta por Ometecuhtli y Omecíhuatl, la doble pupila radiante que es la entidad creadora de todo cuanto existe.
Para ello es imprescindible comprender que el Universo es dual, por lo que es arriba y es abajo, como existe la luz existe la oscuridad, como existe la vida existe la muerte, como es femenino es masculino, así la humanidad es el producto de esa entidad dual, surgiendo de un origen, el vientre de la madre tierra, de ella somos y a ella se vuelve porque el cuerpo está elaborado de los mismos elementos que conforman el Tlacapillachihualoyan, el vientre de la vida, de la tierra fecundada.
Omeyocan es también la residencia de la pareja creadora, origen de toda la generación de dioses y de la creación del universo, lugar donde se concibe el principio generador de todo lo existente, Ometecuhtli y Omecíhuatl, dioses protógonos del sustento, de la furtividad, de lo inerte e inherente, patrones del mantenimiento y regidores del ciclo de la vida.